# А122 (автодорога, Россия)
А122 — Федеральная автомобильная дорога «А-114 — Устюжна — Крестцы — Яжелбицы — Великие Луки — Невель». Автодорога образована Постановлением Правительства РФ от 9 апреля 2020 г. № 465 «О внесении изменений в перечень автомобильных дорог общего пользования федерального значения». Проходит по территории трёх регионов России: Вологодской, Новгородской и Псковской областей. Ранее номер А122 имела автомобильная дорога 41А-180 «Парголово — Огоньки» в Ленинградской области.

## Состав
Автодорога образована из следующих региональных автомобильных дорог или их частей, которые переданы в федеральное управление:
- 19К-022[3] — Региональная автодорога «А114 — Устюжна» (15,214 км)
- 19К-042 / 49К-14[4] — Региональные автодороги «Устюжна — Валдай» (участок Устюжна — Боровичи) (25 км + 135,6 км)
- 49К-06 — Региональная автодорога «Боровичи — Крестцы» (84,28 км)
- М10 — Федеральная автодорога «Россия» Москва-СПБ (участок Крестцы — Яжелбицы) (37,2км)[источник не указан 707 дней]
- 49К-17 — Региональная автодорога «Яжелбицы — Демянск — Старая Русса — Сольцы» (участок Яжелбицы — Демянск) (61,9 км);
- 49К-0514 — Региональная автодорога «Демянск — Марёво — Холм» (129,9 км);
- 49К-15 / 58К-079[5] — Региональные автодороги «Шимск — Ст. Русса — Локня — Великие Луки» (участок Холм — Великие Луки) (37,5 км + 110,641 км).
- 58К-037 — Региональная автодорога «Великие Луки — Невель» (57,128 км)